# جزيرة ساباروا

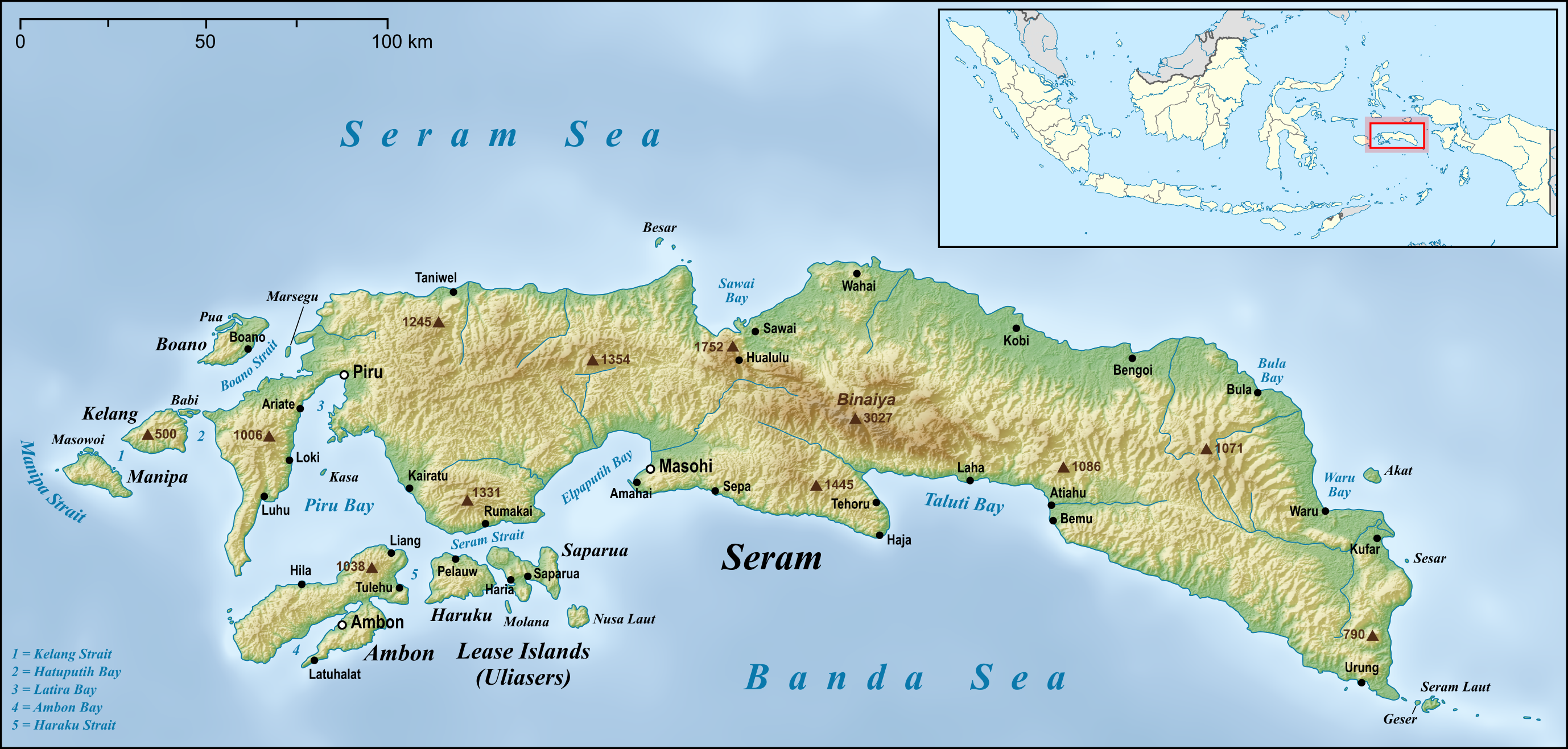
جزيرة ساباروا الصغيرة تقع جنوب جزيرة سيرام الكبيرة نسبياً

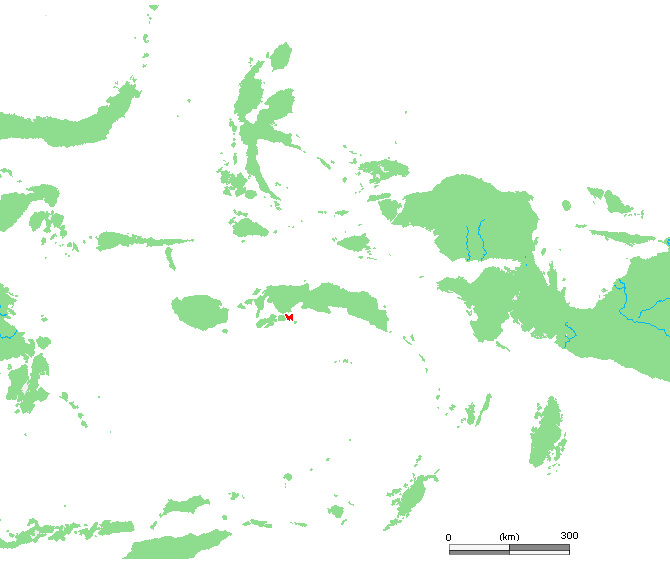
موقع جزيرة ساباروا ضمن جزر الملوك

جزيرة ساباروا هي إحدى جزر الملوك في أرخبيل الملايو، تقع شرق جزيرة أمبون وهي تتبع مقاطعة مالوكو في إندونيسيا.
الميناء الرئيسي للجزيرة يقع في جنوبها ويدعى ميناء مدينة ساباروا (كوتا ساباروا).
ساباروا هي موقع البطل الوطني الأندونيسي، باتيمورا الذي تمرد ضد القوات الهولندية.

## معرض صور

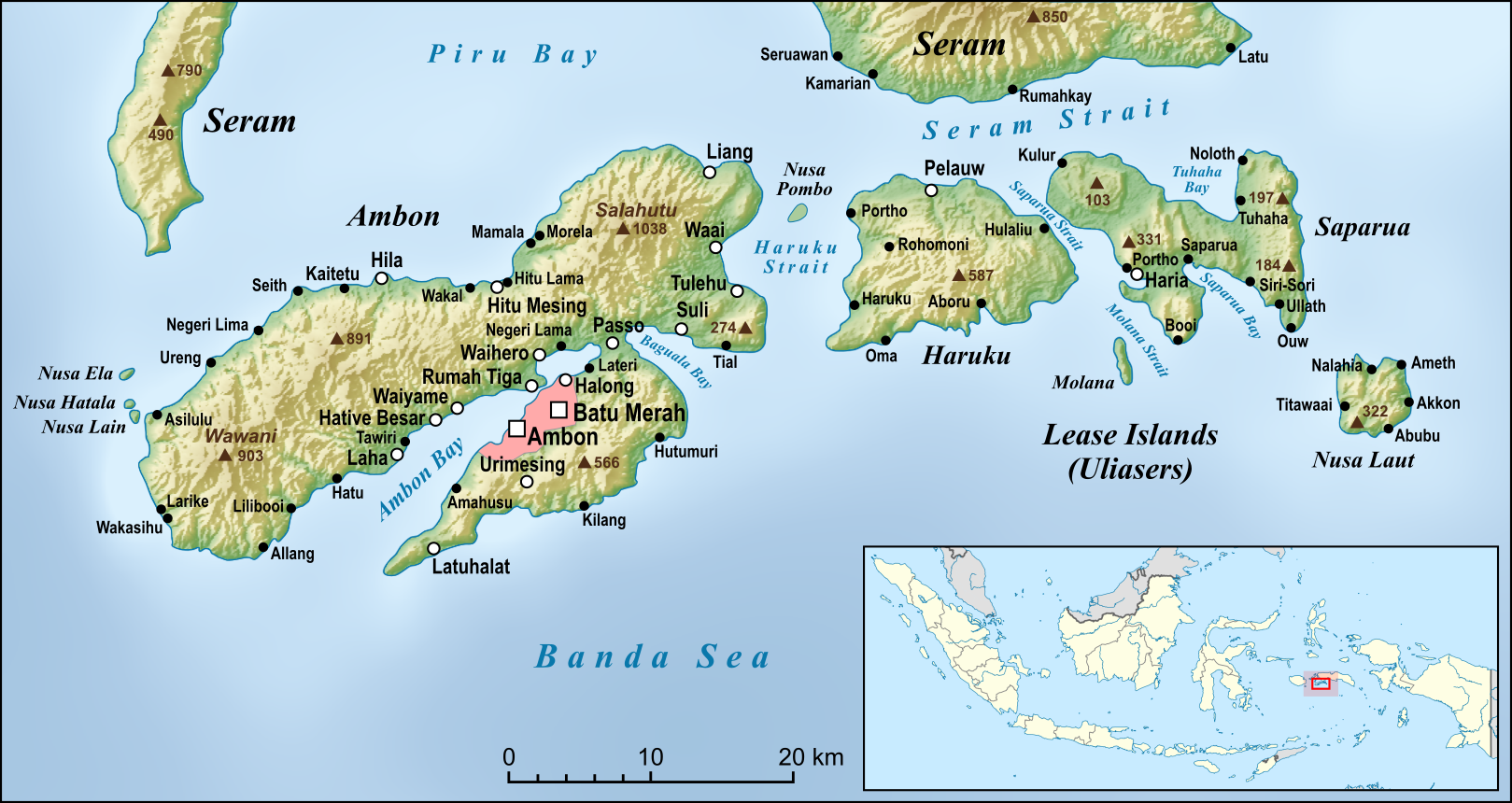
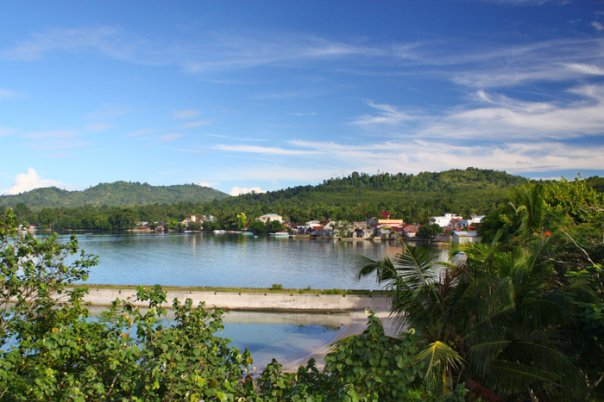
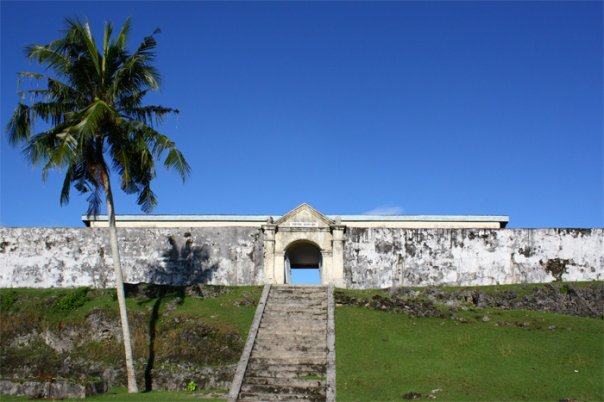
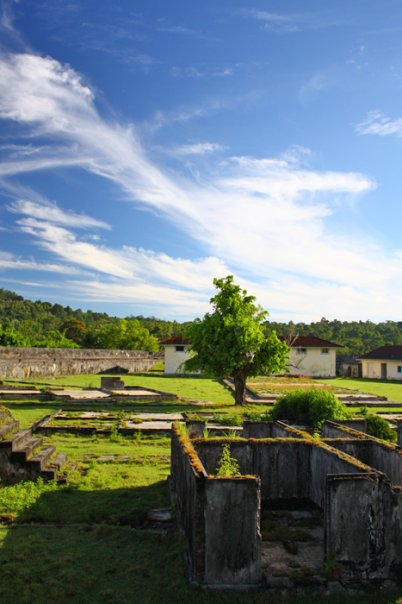

## أعلام
- إلياس بيكال